# Wright (Wyoming)
Wright – miasto w Stanach Zjednoczonych, w stanie Wyoming, w hrabstwie Campbell.